# Дзуккарини, Марко
Марко Дзуккарини (итал. Marco Zuccarini; род. 20 мая 1953, Милан) — итальянский дирижёр и музыкальный педагог.
Окончил Миланскую консерваторию по классам фортепиано и кларнета, затем совершенствовался в Академии Святой Цецилии и в Академии Киджи как исполнитель-ансамблист, в том числе под руководством Рикардо Бренголы.
С 1989 года посвятил себя исключительно дирижированию. В 1990 году возглавил оркестр, учреждённый при театре Олимпико в Виченце, затем в 1992—2000 годы дирижёр Абруццкого симфонического оркестра, одновременно сотрудничал с миланским оркестром I Pomeriggi Musicali, с которым записал, в частности, альбом концертов Джованни Боттезини и сочинения для фортепиано с оркестром Ферруччо Бузони (с пианистом Карло Гранте). С 1998 года много работал также с австралийскими оркестрами, в 2003 году дебютировал в Сиднейской опере, продирижировав оперой Джакомо Пуччини «Мадам Баттерфляй». Под управлением Дзуккарини состоялся ряд итальянских премьер, а также мировая премьера Итальянского концерта для фортепиано с оркестром Романа Влада (2009, солист Карло Гранте).
С 2012 года преподавал камерный ансамбль в Туринской консерватории, в 2015—2020 годы её директор.